# Tomislav Gabrić
Tomislav Gabrić (Drniš, 17. kolovoza 1995.) hrvatski je profesionalni košarkaš. S hrvatskom kadetskom košarkaškom reprezentacijom (do 16) osvojio je zlatnu medalju na Europskom prvenstvu 2011. u Češkoj. Prvi je hrvatski košarkaš koji je od osamostaljenja Hrvatske zaigrao za neki srpski klub.